# Миллер, Джон
Джон Лестер Миллер (англ. John Lester Miller; 5 июня 1903, Бруклин, Нью-Йорк — 1 августа 1965, Нью-Йорк, Нью-Йорк) — американский гребец, выступавший за сборную США по академической гребле в середине 1920-х годов. Чемпион летних Олимпийских игр в Париже в зачёте восьмёрок, победитель и призёр многих студенческих регат.

## Биография
Джон Миллер родился 5 июня 1903 года в Бруклине, Нью-Йорк.
Занимался академической греблей во время учёбы в Йельском университете в Нью-Хейвене, состоял в местной гребной команде «Йель Булдогс», неоднократно принимал участие в различных студенческих регатах.
Наивысшего успеха в гребле на международном уровне добился в сезоне 1924 года, когда вошёл в основной состав американской национальной сборной и благодаря череде удачных выступлений удостоился права защищать честь страны на летних Олимпийских играх в Париже. В распашных восьмёрках с рулевым благополучно преодолел полуфинальную стадию и в решающем финальном заезде обошёл всех своих соперников, в том числе более чем на 15 секунд опередил ближайших преследователей из Канады — тем самым завоевал золотую олимпийскую медаль.
В университете играл также в футбол и водное поло, но в этих видах спорта добился меньших успехов.
Окончив университет в 1924 году, впоследствии работал в сфере строительства и недвижимости.
Умер 1 августа 1965 года в Нью-Йорке в возрасте 62 лет.